# Skotbu
Skotbu ist eine Ortschaft in der norwegischen Kommune Nordre Follo, gelegen in der Provinz (Fylke) Akershus. Der Ort hat 450 Einwohner (Stand: 1. Januar 2024).

## Geografie
Skotbu ist ein sogenannter Tettsted, also eine Ansiedlung, die für statistische Zwecke als eine städtische Siedlung gezählt wird. Die Ortschaft liegt südöstlich der Städte Ski und Oslo in der ehemaligen Provinz Akershus. Im Osten von Skotbu liegt die Grenze zur Nachbarsgemeinde Indre Østfold.
In Skotbu liegt ein Bahnhof, der von Zügen der Østfoldbanen angefahren wird.

## Geschichte
Skotbu wurde im Jahr 1325 als „Skothbuð“ und im Jahr 1329 als „Skotbud“ erwähnt.
Die Ortschaft gehörte bis Ende 2019 der damaligen Kommune Ski an, die im Rahmen der landesweiten Kommunalreform zum 1. Januar 2020 in die Kommune Nordre Follo überging.